# Resolución 1919 del Consejo de Seguridad de las Naciones Unidas
La resolución 1919 del Consejo de Seguridad de las Naciones Unidas, aprobada por unanimidad el 29 de abril de 2010, acordó prorrogar un año más, hasta el 31 de abril de 2011, la Misión de las Naciones Unidas en el Sudán (UNMIS). El Consejo, para adoptar esta resolución, se reafirmó en las resoluciones anteriores número 1674 y 1894 referentes a la protección de los civiles en los conflictos armados; las resoluciones 1612 y 1882 relativas a los niños y los conflictos armados; la resolución 1502 sobre la protección del personal de asistencia humanitaria y de las Naciones Unidas; y las resoluciones 1325, 1820, 1888 y 1889 relativas a la mujer, la paz y la seguridad. Se reafirmó además en el compromiso que tenía el Consejo de Seguridad con la soberanía, la unidad, la independencia y la integridad territorial del Sudán y con la causa de la paz, la estabilidad y la seguridad en toda la región.

## Resolución

### Observaciones
En el preámbulo, el Consejo de Seguridad destacó la importancia que para él tenía la completa aplicación del Acuerdo General de Paz de enero de 2005, el derecho de libre determinación del pueblo de Sudán Meridional y los esfuerzos de las Naciones Unidas para promover la confianza mutua entre ambas partes. El Consejo tomó nota de la importancia que tuvo la celebración de elecciones nacionales en Sudán para el Acuerdo General de Paz y la consolidación de la democracia en el país. Encomió la labor de la UNMIS y de la Unión Africana para el fomento del diálogo, el cual debería continuar independientemente del resultado del referéndum que debería celebrarse. También encomió particularmente el trabajo del Grupo de Alto Nivel de la Unión Africana encargado de la aplicación de las recomendaciones para Sudán. Se condenaron todos los actos y formas de violencia perpetrados por cualquiera de las partes que impidan u obstaculicen la paz y la estabilidad en el Sudán y en la región. El Consejo de Seguridad destacó la importancia la prestación de ayuda humanitaria a la población civil mientras durase la aplicación de los Acuerdos Generales de Paz, reconociendo que este proceso había llegado a una etapa crítica. Finalmente, el Consejo destacó la importancia en la cooperación entre la UNMIS y las demás misiones de las Naciones Unidas destacadas en la zona para contrarrestar las amenazas regionales como las actividades de las milicias y los grupos armados, incluidos, entre otros, grupos como el Ejército de Resistencia del Señor.

### Acciones
Determinando que la situación en Sudán seguía constituyendo una amenaza para la paz y la seguridad internacionales, el Consejo de Seguridad decidió prorrogar hasta el 31 de abril de 2011 la misión de la UNMIS, con la intención de prorrogarlo nuevamente en el futuro las veces que fuera necesario. Solicitó al Secretario General que informara cada tres meses al Consejo sobre la situación en la ejecución del mandato de la UNMIS, los progresos en el Acuerdo General de Paz y el respeto del alto el fuego. Deploró los ataques sufridos y sus efectos de la población civil, recalcando que la UNMIS hiciera uso de su autoridad y recursos para proporcionar mayor seguridad, tal y como estaba dispuesto en la resolución 1590. Destacó también que el mandato de la UNMIS incluía la protección de refugiados, desplazados, repatriados y otros civiles frente a las actividades de las milicias, con especial mención al Ejército de Resistencia del Señor y la amenaza que representaba según lo dispuesto en la resolución 1663. Exhortó a la UNMIS a coordinar estrategias de protección de civiles con otras misiones de las Naciones Unidas desplegadas en la región, instando a que aumentara su presencia en zonas de alto riesgo. Recordó que para 2011 estaba previsto la celebración de varios referendos, solicitando a la UNMIS que estuviera preparada para asumir nuevas responsabilidades derivadas de estos eventos. Solicitó también a la UNMIS que prestara todo apoyo necesario a los grupos locales para la aplicación de los preceptos del Acuerdo General de Paz, incluyendo la celebración de referendos, consultas populares y la decisión del Tribunal Permanente de Arbitraje de La Haya sobre el contencioso de Abyei, la demarcación fronteriza y la solución a los conflictos en los estados de Kordofan Meridional y el Nilo Azul.
El Consejo de Seguridad expresó su preocupación sobre los problemas encontrados a la libertad de movimientos de personal y material de la UNMIS, dificultando el cumplimiento de su mandato, por lo que pidió a las partes que cooperasen plenamente con la misión. También expresó su preocupación sobre la salud y bienestar de la población civil de Sudán, exhortando a las partes a apoyar y proteger al personal humanitario. Reconociendo los efectos perjudiciales de la proliferación de armas ligeras, por su capacidad para exarcebar los conflictos armados influyendo en la seguridad de los civiles, alentó a la UNMIS a prestar ayuda al Gobierno de Sudán Meridional en lo relativo con el proceso de desarme. También solicitó su colaboración con las Fuerzas Armadas de Sudán y el Ejército de Liberación del Pueblo Sudanés para revitalizar el proceso de desarme, desmovilización y reintegración con arreglo con lo establecido en el Acuerdo General de Paz.
El Consejo de Seguridad acogió con beneplácito el plan del Ejército de Liberación del Pueblo Sudanés para liberar, antes de 2010, a todos los niños que estuvieran vinculados a sus fuerzas, solicitando a la UNMIS su colaboración para la consecución de ese objetivo. También mostró su beneplácito con el retorno de desplazados a las Tres Zonas y al Sudán Meridional. Solicitó al Secretario General que siguiera aplicando medidas necesarias para que la UNMIS hiciera cumplir con la política de tolerancia cero de las Naciones Unidas respecto de la explotación y los abusos sexuales.
Finalmente, el Consejo de Seguridad de las Naciones Unidas decidió seguir ocupándose de la cuestión en el futuro.